# Chuyến thăm Ukraina của Kishida Fumio 2023
Chuyến thăm Ukraina của Kishida Fumio 2023 (岸田文雄のウクライナ訪問 Kishida Fumio no Ukuraina hōmon) diễn ra vào ngày 21 tháng 3 năm 2023. Đây là chuyến thăm Ukraina đầu tiên của Thủ tướng kể từ khi Nga xâm lược Ukraina 2022. Vì lý do lo ngại về an ninh, kế hoạch cho chuyến thăm đã không được công khai trước công chúng và chỉ có khoảng mười người.

## Bối cảnh
Năm 2022, thủ tướng Kishida đã lên kế hoạch chuyến thăm thủ đô Kyiv kể từ khi Nga bắt đầu xâm lược Ukraina. Nhật Bản sẽ đóng vai trò là nước chủ nhà cho hội nghị thượng đỉnh G7 lần thứ 49. Với tình hình hiện tại ở Ukraina nằm trong chương trình nghị sự chính, vì vậy thủ tướng Kishida nghĩ rằng điều cần thiết là phải đến thăm Ukraina và nói chuyện trực tiếp với Volodymyr Zelensky. Tuy nhiên, do các vấn đề như đảm bảo an toàn cho thủ tướng Kishida tại địa điểm thực tế và báo cáo trước với Quốc hội, nên cuộc chuyến thăm đã không được thực hiện như kế hoạch ban đầu
Vào tháng 6 năm 2022, các nhà lãnh đạo của Pháp, Đức và Ý đang lên kế hoạch cho chuyến thăm chung tới Ukraina trước hội nghị thượng đỉnh G7 lần thứ 48. Vì thủ tướng Kishida đã lên kế hoạch chuyến thăm châu Âu để tham dự hội nghị thượng đỉnh G7 lần thứ 48, nên ông đã cân nhắc đến chuyến thăm Ukraina, đồng thời cũng cân nhắc tham gia chuyến thăm chung với ba nước Pháp, Đức và Ý. Tuy nhiên, kế hoạch này đã bị hủy bỏ vì việc báo trước sẽ rất khó giữ bí mật trong chuyến thăm, đồng thời cũng sẽ gây rắc rối cho các nhà lãnh đạo của ba nước đang bí mật chuẩn bị. Ngày 16 tháng 6, lãnh đạo ba nước Pháp, Đức và Ý đã đến Ukraina.
Sau đó, thủ tướng Kishida tiếp tục lên kế hoạch cho chuyến thăm Ukraina, thế nhưng ông buộc phải tập trung vào các vấn đề đối nội trong nước như cuộc bầu cử Ủy viên Hạ viện Nhật Bản năm 2022, vụ ám sát Shinzo Abe và vấn đề Nhà thờ Thống nhất. Do đó kế hoạch chuyến thăm một lần nữa đã không thành hiện thực.
Kế hoạch chuyến thăm tiếp theo được xem xét vào tháng 12 năm 2022, sau khi Kỳ họp thứ 210 của Quốc hội Nhật Bản bế mạc. Tuy nhiên, do vấn đề đảm bảo an toàn cho thủ tướng Kishida và kế hoạch chuyến thăm đã bị rò rỉ ra bên ngoài nên kế hoạch này cũng bị hủy bỏ.
Vào ngày 6 tháng 1 năm 2023, tổng thống Volodymyr Zelensky đã mời thủ tướng Kishida đến thăm Ukraine trong một cuộc điện đàm. Vào ngày 20 tháng 2 năm 2023, Tổng thống Joe Biden đã đến thăm Ukraina, khiến thủ tướng Kishida trở thành nhà lãnh đạo duy nhất của G7 chưa đến thăm Kyiv kể từ khi Nga bắt đầu xâm lược Ukraina. Với việc hội nghị thượng đỉnh G7 lần thứ 49 sẽ được tổ chức tại tỉnh Hiroshima, Nhật Bản đang đến gần, ông cảm thấy sốt ruột với tình hình mà ông là nhà lãnh đạo duy nhất của nước chủ nhà chưa đến thăm Ukraina.